# Список вулиць Донецька (О)
| Назва                | тип    | Колишні назви | Район(и)                  | Місцевість           | Джерела |
| -------------------- | ------ | ------------- | ------------------------- | -------------------- | ------- |
| Олександра Матросова | просп. |               | Куйбишевський             | Бакінських комісарів |         |
| Олександра Ульянова  | вул.   |               | Петровський               |                      |         |
| Олександрівка 1-а    | вул.   |               | Ленінський                |                      |         |
| Олександрівка 2-а    | вул.   |               | Ленінський                |                      |         |
| Олександрівка 3-а    | вул.   |               | Ленінський                |                      |         |
| Олександрівка 5-а    | вул.   |               | Ленінський                |                      |         |
| Олександрівка 6-а    | вул.   |               | Ленінський                |                      |         |
| Олександрівка 8-а    | вул.   |               | Ленінський                |                      |         |
| Олександрівка 8-а    | вул.   |               | Ленінський                |                      |         |
| Олександрівка 9-а    | вул.   |               | Ленінський, Куйбишевський |                      |         |
| Олександрівка 10-а   | вул.   |               | Куйбишевський             |                      |         |
| Олександрівка 11-а   | вул.   |               | Куйбишевський, Ленінський |                      |         |
| Олексія Толстого     | вул.   |               | Куйбишевський             |                      |         |
| Орєшкова             | пров.  |               | Ворошиловський            | Центр                |         |